# Mên-an-Tol

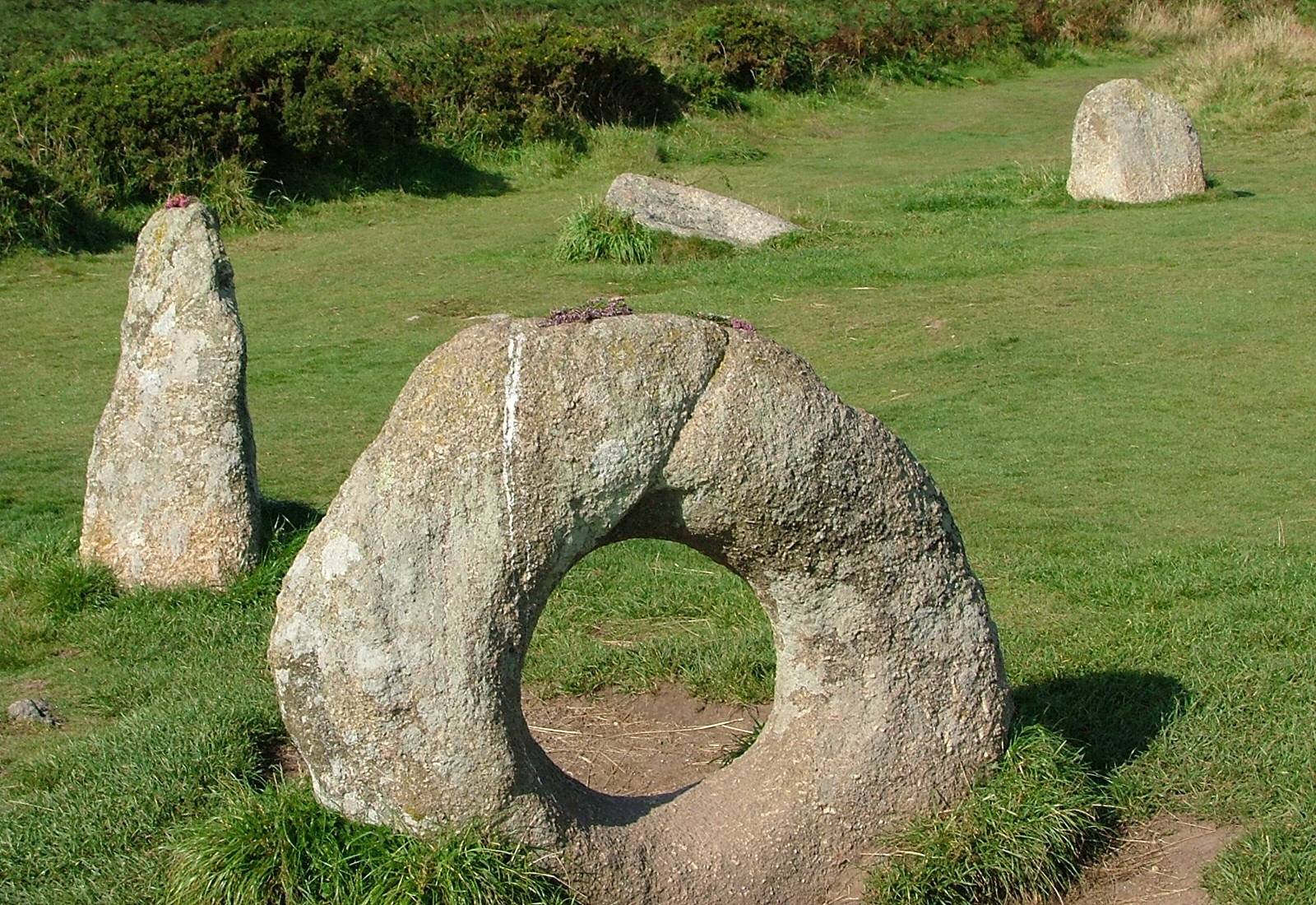
Mên-an-Tol 2004

Mên-an-Tol (kornisch für Lochstein) ist eine 3000 bis 4000 Jahre alte Megalithformation aus der frühen bis mittleren Bronzezeit und liegt in der Grafschaft Cornwall in England. Die Anlage wurde früher auch als Crick Stone oder Devil's Eye bezeichnet.

## Lage

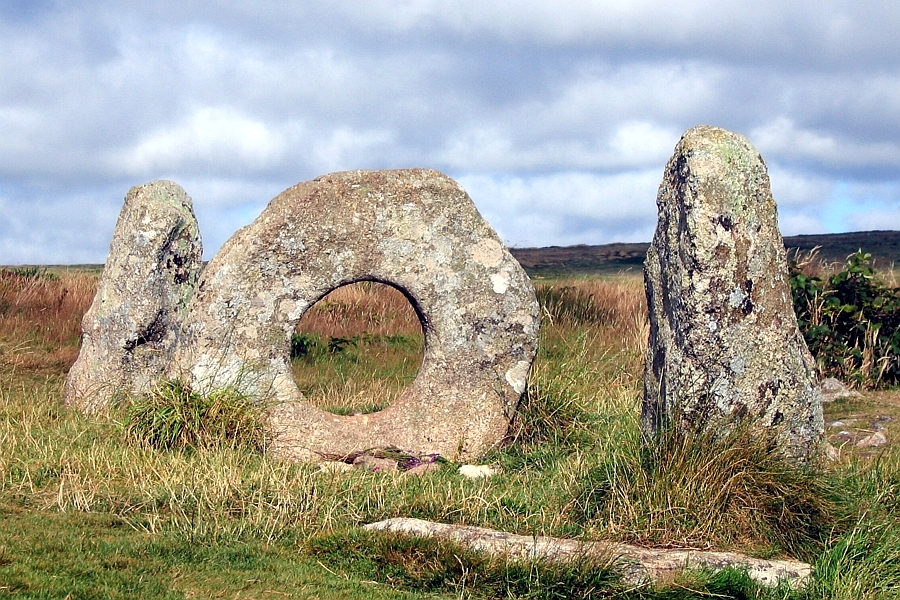
Mên-an-Tol 2006

Das vorzeitliche Steinmonument befindet sich in der Nähe von Penzance im ehemaligen District Penwith zwischen Madron und Morvah. Man gelangt zu ihm auf einem 1 km langen Fußweg, der auf der Straße nach Madron 2 km hinter Morvah nach links in Richtung Nordost abzweigt. 
In der Umgebung liegen weitere Megalithanlagen: 
- Steinkreis von Boskednan
- Boscawen-ûn
- Chûn Quoit
- Lanyon Quoit
- Merry Maidens
- Mulfra Quoit
- Steinkreis von Tregeseal
- Tregiffian
- Zennor Quoit

## Aufbau

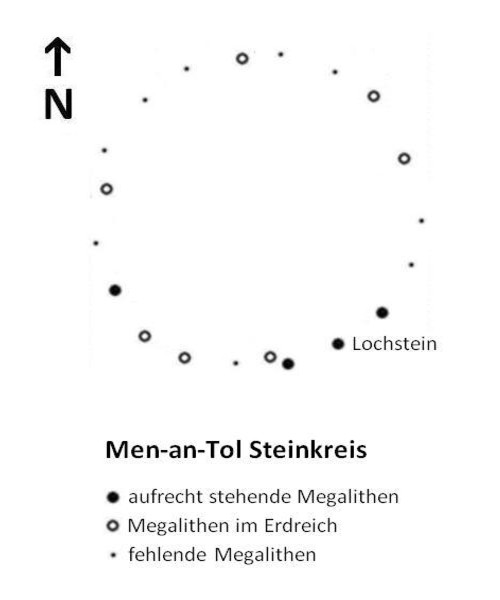
Vermutliche Lage des Steinkreises

Die Formation besteht aus drei aufrecht stehenden Granitblöcken: einem mittleren, ringförmigen und zwei äußeren zapfenförmigen. Die Steine sind drei Meter voneinander entfernt. Ihre Höhe beträgt zwischen 1,1 m und 1,5 m. Der Durchmesser des Steinrings misst 1,3 m und die Öffnung ist 50 cm breit. Die Megalithen reihen sich ziemlich exakt entlang einer Linie von Südwest nach Nordost. Vor dem südöstlichen Menhir steckt ein weiterer Stein flach im Boden, zwei weitere befinden sich wenige Meter westlich. Weitere Steine konnten unter der Erdoberfläche lokalisiert werden.
Eine ähnliche Formation bilden zwei Menhire in Staffordshire in der Region West Midlands, die als Devil’s Ring and Finger (Teufels Ring und Finger) bezeichnet werden. 

## Sagen und Rituale
Mên-an-Tol hat eine Fülle von Folklore und Traditionen hervorgebracht. So wurde eine Frau, die bei Vollmond siebenmal rückwärts durch das Loch stieg, angeblich bald darauf schwanger. Es wurde früher auch erzählt, dass derjenige, der durch das Loch kroch, von Rückenerkrankungen und Gliederschmerzen geheilt würde. Kinder sollten vor Krankheiten geschützt werden, wenn man sie durch das Loch des Steins reichte. Die Anlage wurde auch zur Wahrsagerei und Abwehr von Verwünschungen genützt.

## Forschungsgeschichte

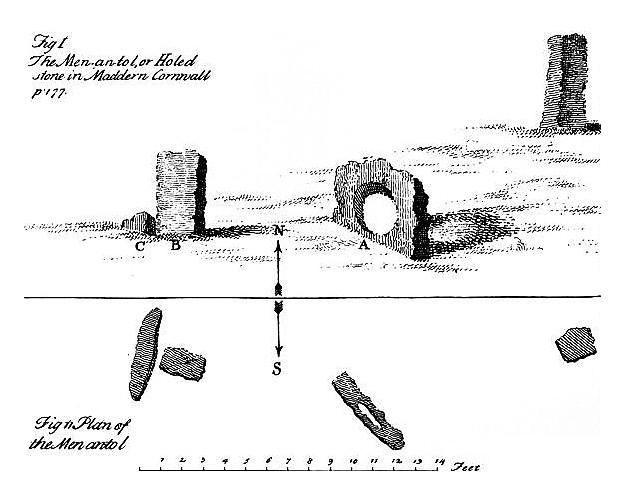
Lageplan von W. Borlase 1769

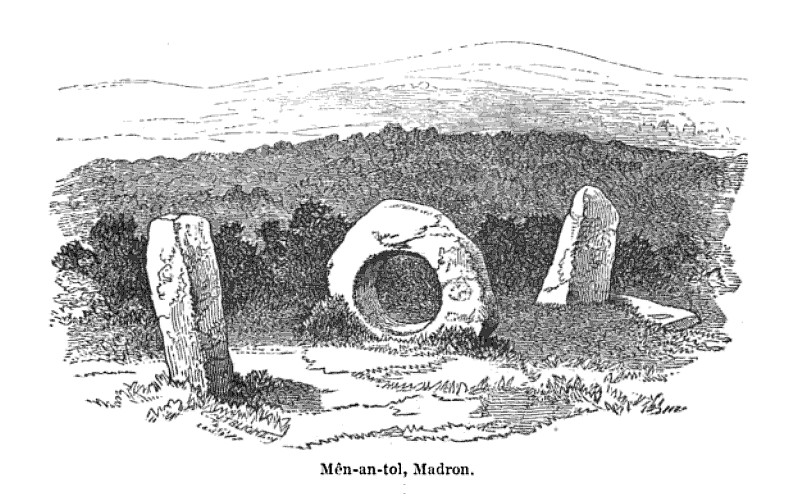
Radierung von J.T. Blight 1864

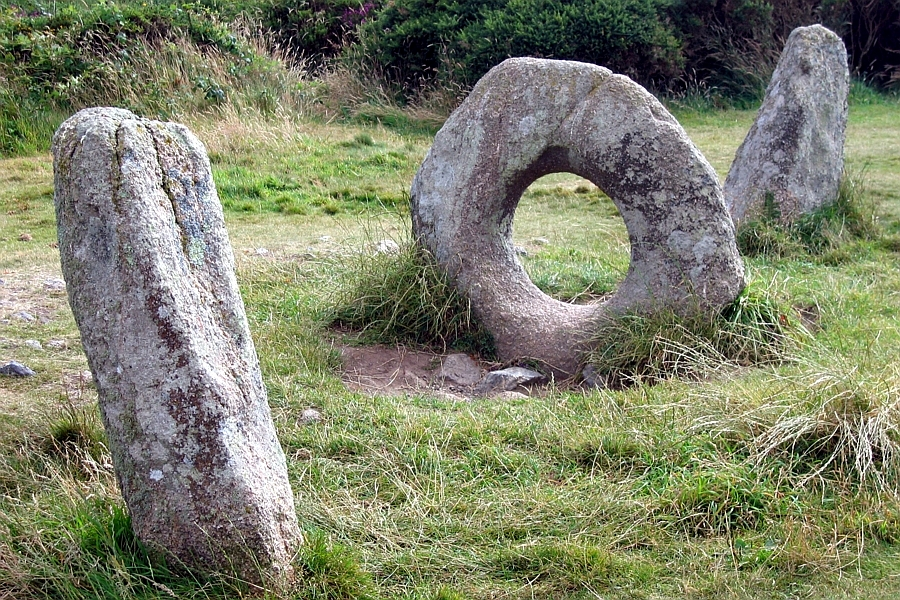
Mên-an-Tol in Cornwall 2006

1749 wurde die Formation von William Borlase, der auch den abgebildeten Plan anfertigte, erstmals archäologisch untersucht. Wie gut zu erkennen ist, standen die Megalithen nicht wie heute in einer Linie, sondern bildeten einen Winkel von etwa 135°. Die Position der Steine muss also verändert worden sein. Vermutlich wurde der Ringstein genau zwischen die beiden anderen gesetzt. Borlase berichtete auch, dass Bauern aus der Umgebung schon einige Menhire abtransportiert hatten. Von ihm stammen erste schriftliche Aufzeichnungen von Sagen und Ritualen. Er stellte auch erste Mutmaßungen darüber an, wie die Anlage in prähistorischer Zeit genutzt worden sein könnte, nämlich für Initiationsriten und Opferhandlungen.
Mitte des 19. Jahrhunderts fertigte der örtliche Altertumsforscher John Thomas Blight mehrere Radierungen der Steinsetzung an und äußerte erstmals die Vermutung, dass die Megalithen Reste eines Steinkreises sein könnten. 1872 lieferte William Copeland Borlase, ein Urenkel des älteren Borlase, eine detailliertere Beschreibung der gesamten Gegend und berichtete, dass Steine von zahlreichen Dolmen aus der Umgebung anderen Verwendungen zugeführt wurden. Die Nutzung für Rituale bewahrte offenbar den Mên-an-Tol vor einem Abtransport.
1932 verfasste Hugh O’Neill Hencken eine erste moderne wissenschaftliche Darstellung der archäologischen Fundstätte. Er ging davon aus, dass die Position der Steine nicht der prähistorischen Anordnung entspricht, sondern erheblich verändert worden ist. Der Lochstein war seiner Ansicht nach Teil einer zerstörten Grabanlage. Ihm wurde noch erzählt, dass ortsansässige Bauern bei Rücken- oder Gliederbeschwerden durch den Lochstein gekrochen waren, um ihre Schmerzen zu lindern. Daher stammt auch die Bezeichnung als Crick Stone (Verrenkungsstein).
1993 veröffentlichte der Cornwall Historic Environment Service eine ausführliche Abhandlung mit den neuesten Forschungsergebnissen. Demnach stammen die zylindrischen Menhire ursprünglich von einem Steinkreis aus der Bronzezeit, der aus 18 bis 20 Steinen bestand, von denen bis jetzt 11 lokalisiert werden konnten. Der Steinring hingegen könnte Teil eines nahe gelegenen Portal tombs aus der Jungsteinzeit sein, denn Gräber befanden sich in einigen Fällen in unmittelbarer Umgebung von Steinkreisen und bildeten mit diesen rituelle Bezirke. Allerdings konnte ein Steinring mit einer solchen großen Öffnung bisher nicht als Bestandteil einer Grabkammer nachgewiesen werden. Denkbar ist, dass der Lochstein im Mittelpunkt des Steinkreises stand und zum Anvisieren besonderer Punkte am Horizont diente. Dagegen spricht, dass eine derartige Verwendung eines Lochsteins bisher nicht bekannt ist. Allerdings befindet sich ganz in der Nähe der Steinkreis von Boscawen-ûn, der einen Zentralstein aufweist, so dass die zentrale Positionierung des Lochsteins nicht völlig abwegig erscheint.